# Арсений (Балабан)
Епископ Арсений (в миру Марк Балабан; ум. в нач. 1569) — епископ Киевской митрополии Константинопольского патриархата, епископ Львовский и Каменец-Подольский, викарий киевского митрополита.

## Биография
Происходил он из древнего и знатного шляхетского рода.
13 декабря 1548 года Балабан был назначен преемником епископа Макария (Тучапского) и опекуном Уневского монастыря. Несмотря на противодействие львовского католического архиепископа, в 1549 году Балабан, приняв постриг с именем Арсений, занял кафедру.
В связи с тяжелым материальным положением Львовской епархии епископ Арсений попытался подчинить своей власти Уневский и Онуфриевский монастыри, находившиеся под опекой Львовского братства и считавшиеся митрополичьими, однако действовал при этом так грубо и бесцеремонно, что 20 ноября 1549 года король Сигизмунд II Август лишил его патронатных прав в отношении монастырей и предписал возместить нанесённый ущерб.
В начавшемся затем судебном процессе о праве опеки над монастырями, во время которого вооружённые слуги и родственники епископа нападали на Уневскую и Онуфриевскую обители, Арсений не подчинился отрицательному для него решению Киевского митрополита Макария и в 1555 году вызвал его в королевский суд, но митрополит скончался ранее назначенной даты суда.
Имея несколько сыновей и желая, чтобы один из них был его преемником по кафедре, епископ Арсений в 1566 году, выражая намерение будто бы оставить её, выпросил у Сигизмунда Августа грамоту на Львовскую епархию сыну своему Григорию. Григорий тотчас и вступил в управление ею, не принимая духовного сана, и управлял под руководством отца более трёх лет, до самой его кончины.